# Абакаров, Асхаб Тинамагомедович
Асхаб Абакаров (21 августа 1945 — 4 ноября 1985) — советский кинорежиссёр и художник.

## Биография
Асхаб Тинамагомедович Абакаров родился 21 августа 1945 года в селе Кахиб Кахибского (Советского, ныне Шамильского) района Дагестанской АССР в семье известного в республике сотрудника правоохранительных органов Абакарова Тиномагомеда из села Гунух Чародинского района.
В 1969 году окончил ЛГИТМиК, кинорежиссёрский факультет Тбилисского театрального института театрального искусства им. Ш. Руставели (1979, мастерская Т. Абуладзе). До учёбы в театральном институте работал художником-модельером. Художник по костюмам и художник-постановщик на фильмах Т. Абуладзе «Ожерелье для моей любимой», «Древо желания».
Погиб в автомобильной катастрофе 4 ноября 1985 года неподалёку от Махачкалы во время съёмок фильма «Сказание о храбром Хочбаре», похоронен в посёлке Тарки в Дагестане.

## Личная жизнь
Был женат на актрисе Наталье Даниловой.

## Фильмография
| Год  |     | Название                       | Примечание               |
| ---- | --- | ------------------------------ | ------------------------ |
| 1971 | ф   | «Ожерелье для моей любимой»    | художник актёр           |
| 1976 | ф   | «Древо желания»                | художник актёр           |
| 1979 | ф   | «Приключения принца Флоризеля» | актёр (Перкинс)          |
| 1979 | кор | «Завтрак»                      | режиссёр автор сценария" |
| 1981 | ф   | «Тайна синих гор»              | режиссёр                 |
| 1987 | ф   | «Сказание о храбром Хочбаре»   | режиссёр                 |